# Kaseni (Palpa)
Kaseni (nep. कसेनी) – gaun wikas samiti w zachodniej części Nepalu w strefie Lumbini w dystrykcie Palpa. Według nepalskiego spisu powszechnego z 2001 roku liczył on 927 gospodarstw domowych i 5517 mieszkańców (2953 kobiet i 2564 mężczyzn).